# Zamarada cathetus
Zamarada cathetus är en fjärilsart som beskrevs av Fletcher 1974. Zamarada cathetus ingår i släktet Zamarada och familjen mätare. Inga underarter finns listade i Catalogue of Life.